# Qikiqta
Qikiqta, tidigare benämnd Beloeil Island, är en ö i Kanada.   Den ligger i territoriet Nunavut, i den nordöstra delen av landet, 3 000 km norr om huvudstaden Ottawa. Arean är 3,8 kvadratkilometer.
Terrängen på Qikiqta är lite kuperad. Öns högsta punkt är 370 meter över havet. Den sträcker sig 1,7 kilometer i nord-sydlig riktning, och 4,0 kilometer i öst-västlig riktning.
Trakten runt Qikiqta är nära nog obefolkad, med mindre än två invånare per kvadratkilometer.